# Карагюлева гробница
Карагюлева гробница (на македонска литературна норма: Караѓулева гробница) е елинистическа македонска гробница в град Охрид, Северна Македония. Гробницата е обявена за паметник на културата.
„За забѣлѣзване е и единъ римски гробъ, който Ханъ, види се, не можалъ да узнае. Този гробъ е откритъ въ кѫщата на господина Никола Карагюла прѣди 40 години. Отъ зимника на тази кѫща прѣзъ една дупка се достига до едно коридорче, което води въ нѣкогашната улица, която минава покрай езерото. По-послѣ тази улица се закрила и се съградили надъ неѫ кѫщи. Една врата, направени отъ пѣсъчливъ камъкъ, води отъ галерията, която е 1 1/2 м. висока, къмъ гроба. Стѣнитѣ на гроба сѫ бѣлосани и нашарени съ помпеянска червена боя, които нашарвания сѫ се запазили добрѣ: Гробницата е висока 3 м., широка 2 м. и дълга 3 1/2 м. Стѣнитѣ и сѫ гладки и безъ рисунки или надписи, а само на заднята стѣна се забѣлѣзватъ нарисувани нѣкои орнаменти. При откритието на гроба сѫ се намѣрили три ковчега, и при всичко, че искахъ да узная какво е станало съ тѣхъ, но, за жалость, не можахъ нищо да науча.“
Гробницата е открита в Горни Сарай, в непосредствена близост западно от Античния театър. Състои се от засводена част със стълби, дромос, предкамера и камера. Датира от периода IV –III век преди Христа. Открита е в края на XIX век, когато най-вероятно е и ограбена. Проучена е при разкопките в 1994 - 1996 година на Философския факултет в Скопие и Охридския музей под ръководството на Вера Битракова-Грозданова, Владо Маленко, Паско Кузман и Нада Почуча-Кузман.
На 8 април 1998 година е обявена за паметник на културата под името Антична гробница „Карагюлевци“.